# Plazoleta Franklin Delano Roosevelt
Le square Franklin-Delano Roosevelt (en espagnol : Plazoleta Franklin Delano Roosevelt) est un petit square public aménagé à Salto, ville de l'Uruguay et capitale du département de Salto.

## Présentation
Le square Franklin Delano Roosevelt, de forme triangulaire, est un des squares les mieux situés de la ville, faisant face au port de Salto et longeant la rive gauche du río Uruguay avec sa balustrade à l'italienne. Agrémentée de massifs floraux, d'arbres et d'arbustes, la belle balustrade domine le cours du fleuve dont l'accès se fait par un escalier central qui débouche sur l'esplanade portuaire.
Le square se trouve dans le prolongement nord de la  place d'Italie qui surplombe également le site portuaire et le fleuve, appartenant au rembla de la Costanera Norte qui constitue un lieu de promenade urbaine très prisée des habitants de la ville. Il se trouve également à l'ouest du Palais Córdoba qui est le siège de l'Intendance départementale de Salto.

## Histoire
Pendant l'intendance de Orestes Lanza, dans la décennie 1940, fut créé le Balcon sur le fleuve (Balconada al río). En mai 1945, il fut désigné sous le nom de « Plaza Franklin Delano Roosevelt ».
Il est situé à l'endroit  où commencent les rues Atilio Chiazzaro et Uruguay dans la zone portuaire de la ville. Le secteur nord abrite la fontaine qui, anciennement, était située dans la Plaza Artigas et qui se nomme La Bella y la Bestia (ce qui se traduit « La Belle et la Bête »). Au pied de la fontaine est écrit en langue brésilienne en souvenir de la communauté installée en Uruguay : « 1830-1930. A cidade do Salto os brasileiros e seus filhos » (ce qui peut se traduire de la manière suivante : « 1830-1930. À la cité de Salto, aux Brésiliens et leurs enfants »).
Lors du premier acte de commémoration des 250 ans de Salto, le 1er janvier 2006, une plaque a été placée dans le square avec la mention : « Salto-celebración de los 250 años del proceso fundacional - 2006. Pueblo y gobierno de Salto » (ce qui peut se traduire de la manière suivante : « Salto- Célébration des 250 ans des origines de la fondation - 2006. Village et gouvernement de Salto »).
Le square possède une des balustrades les plus belles qui a été donnée par l'Italie. La rangée de balustres torsadés, qui longe la remblas de la Costanera Norte et qui surplombe le fleuve, commence dès le début de la rue Uruguay. L'ornementation avec ses escaliers et sa pergola dans la zone du port de Salto date de 1940. Cet embellissement de la placette fut conçu en hommage au Président américain Franklin Delano Roosevelt.

## Galerie

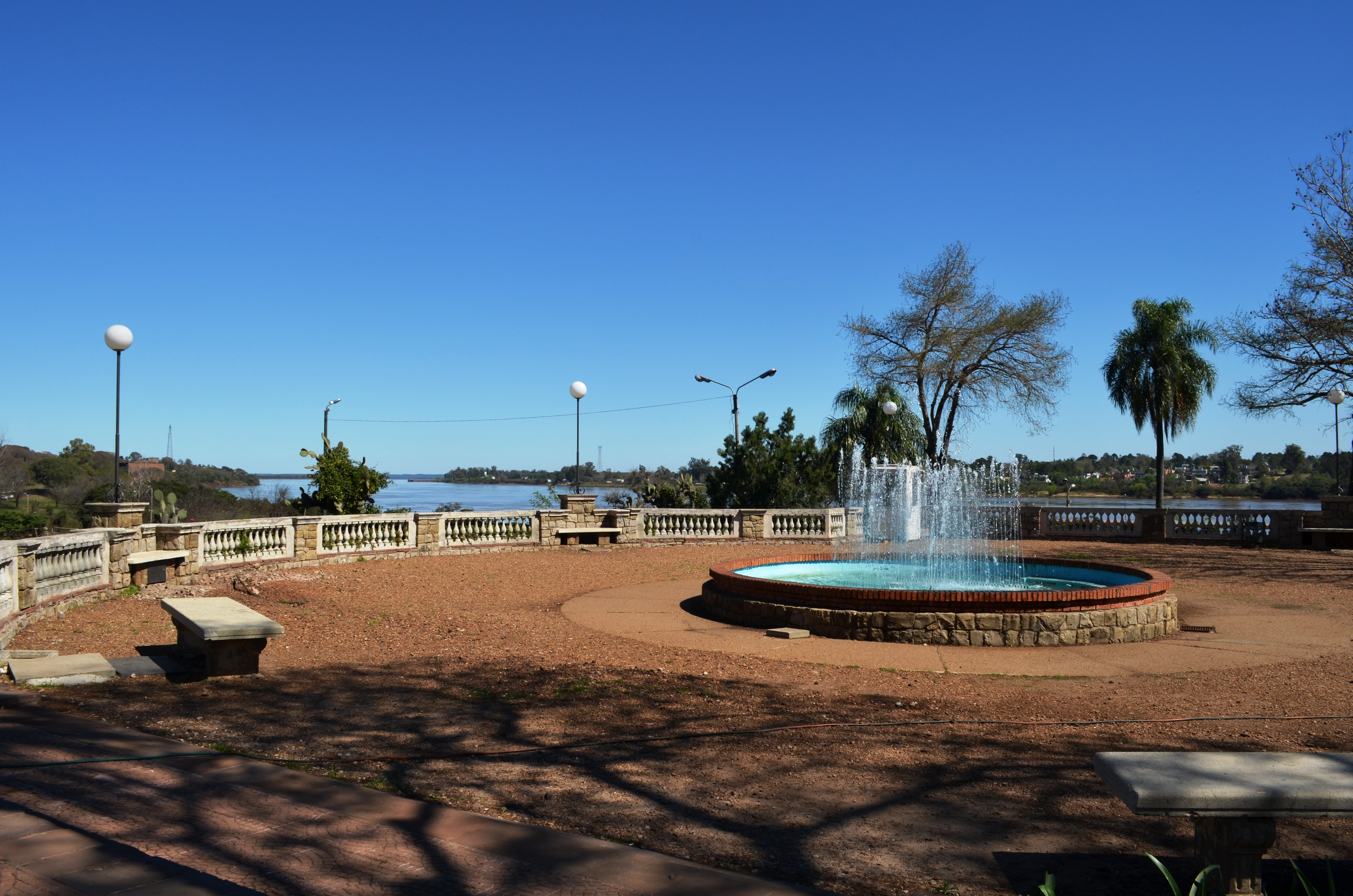
Vue générale sur le square et la fontaine.
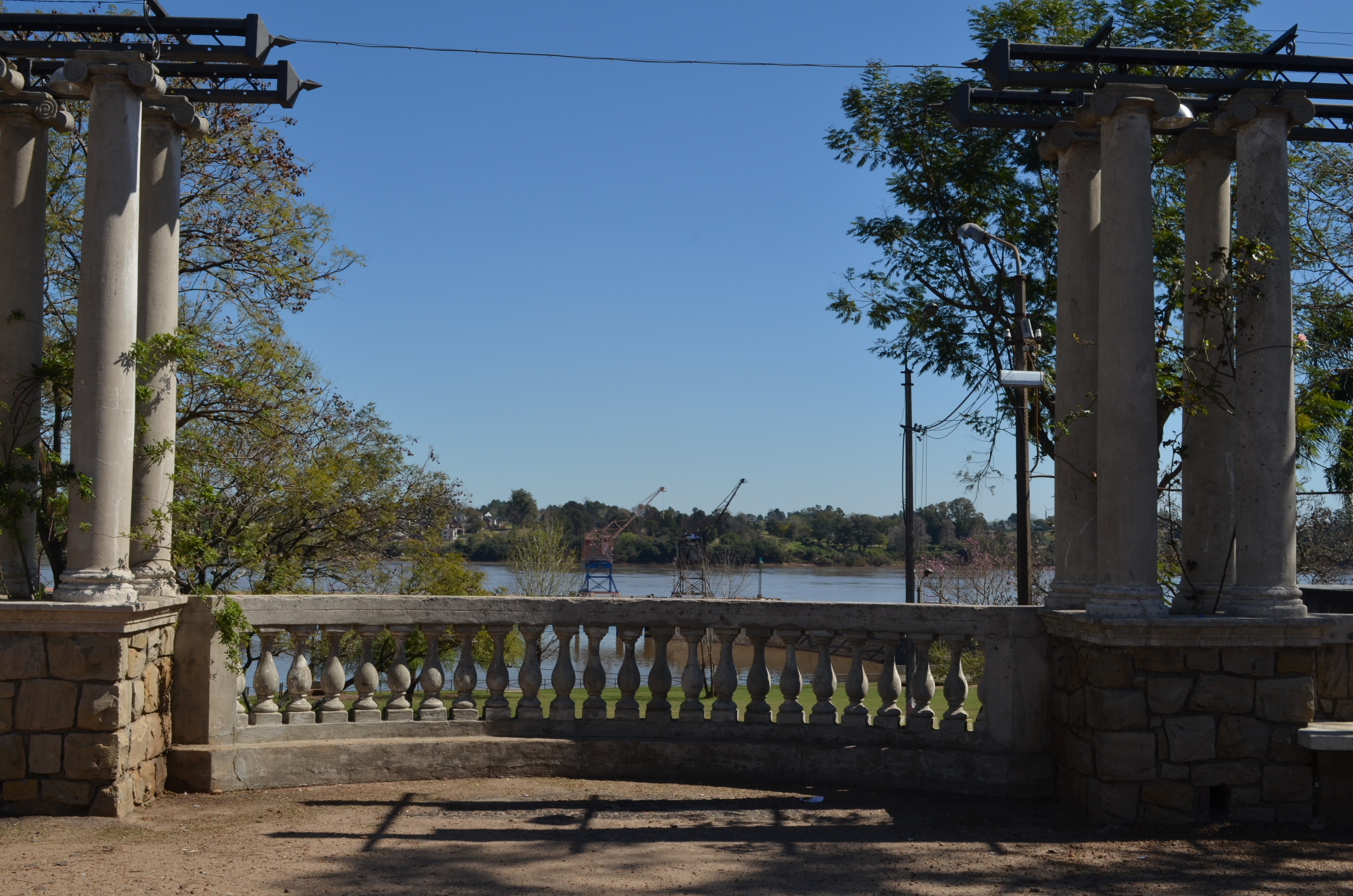
Le square Roosevelt et la balustrade au bord du río Uruguay.
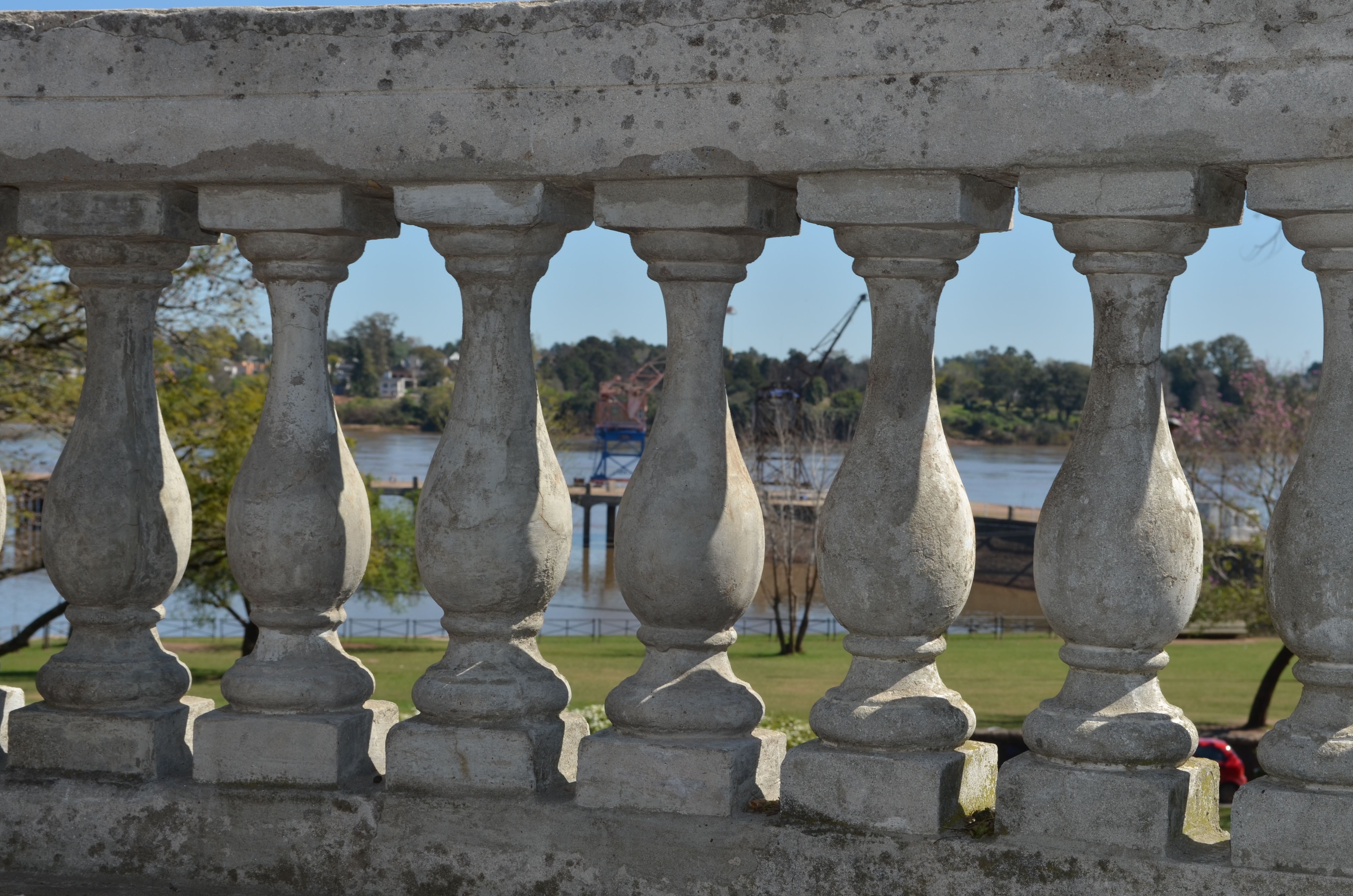
La balustrade de style italien.
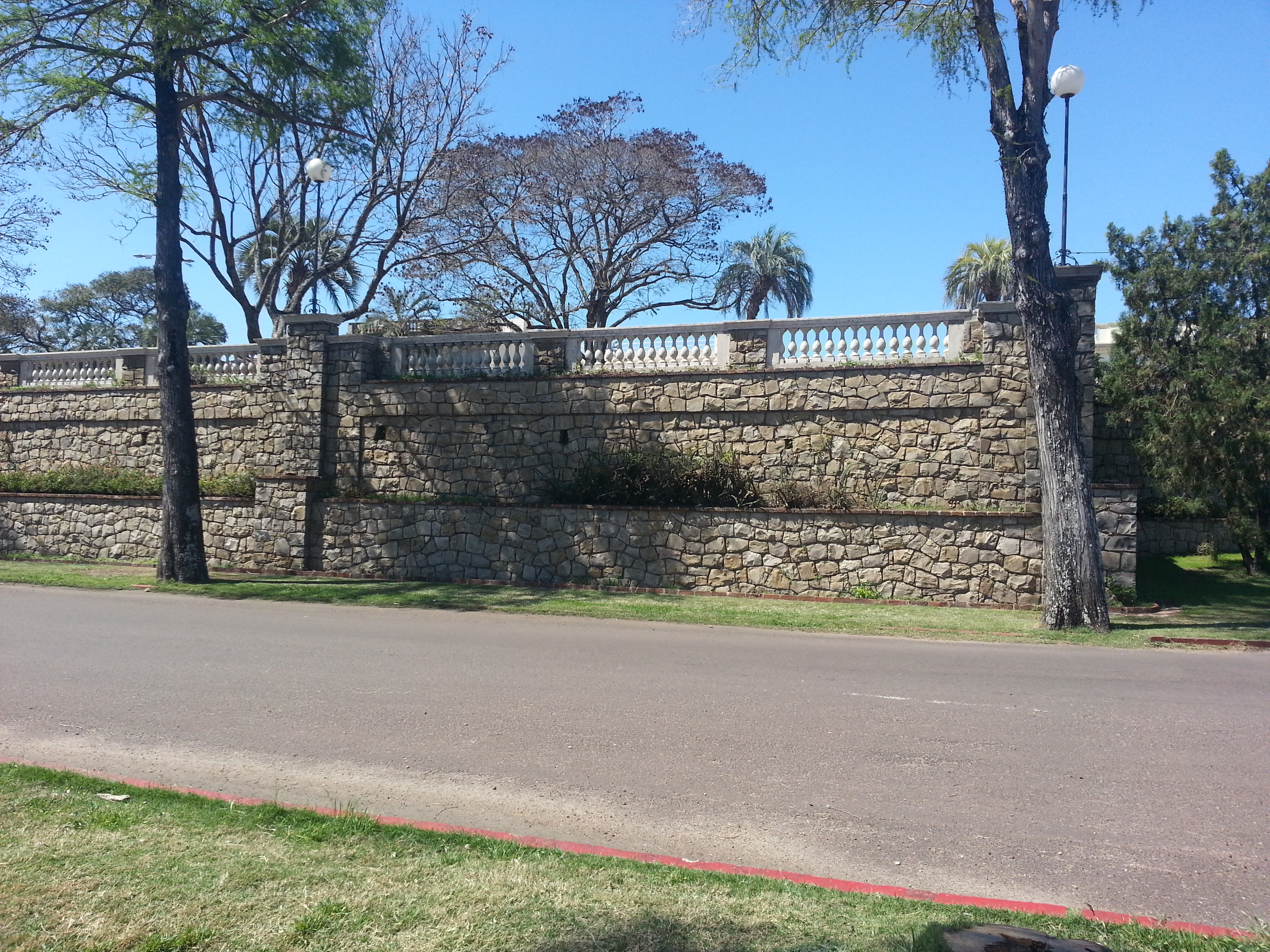
La balustrade à l'italienne surplombe le site portuaire de Salto.
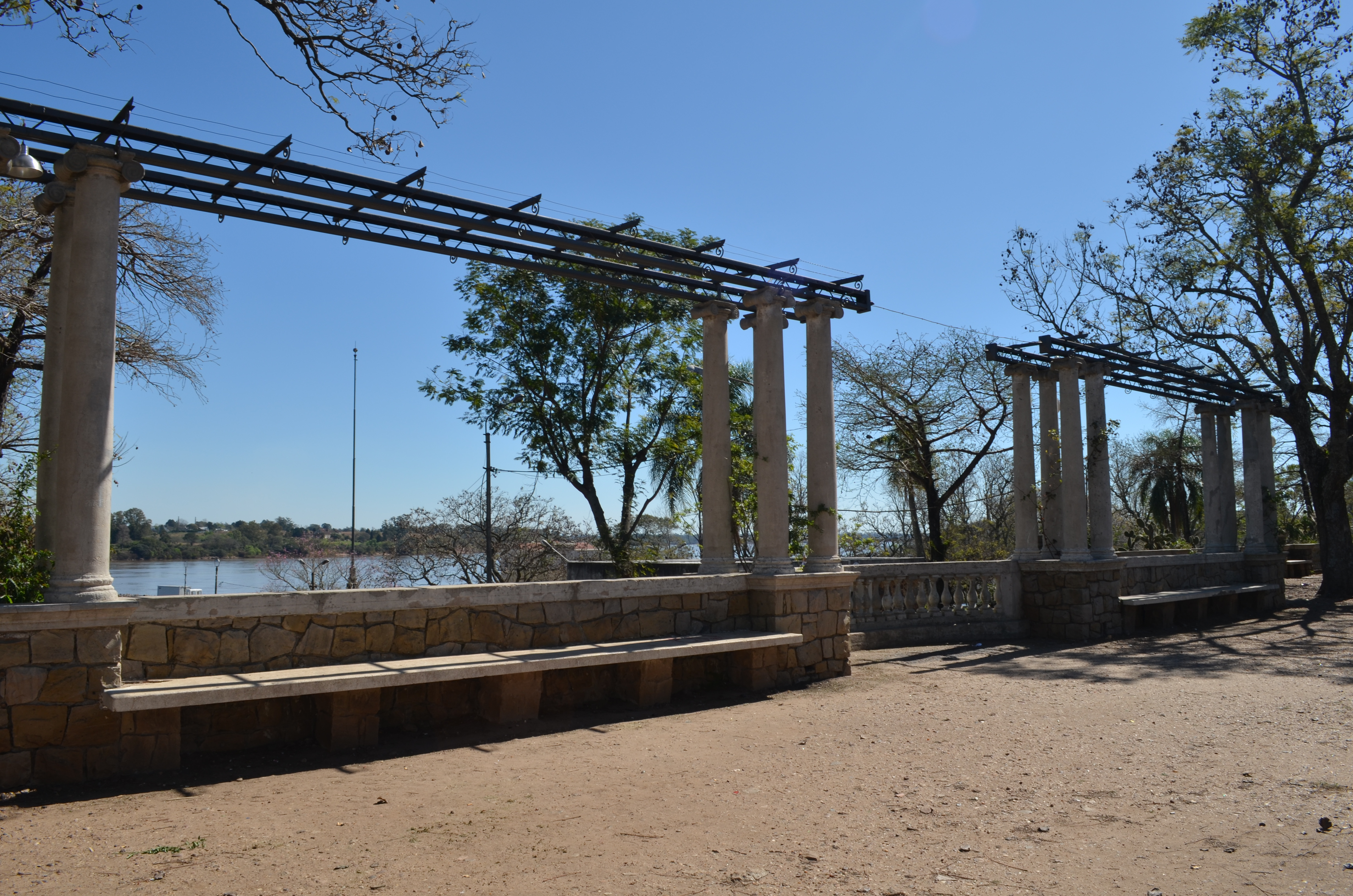
Le square F-D Roosevelt longe le río Uruguay.
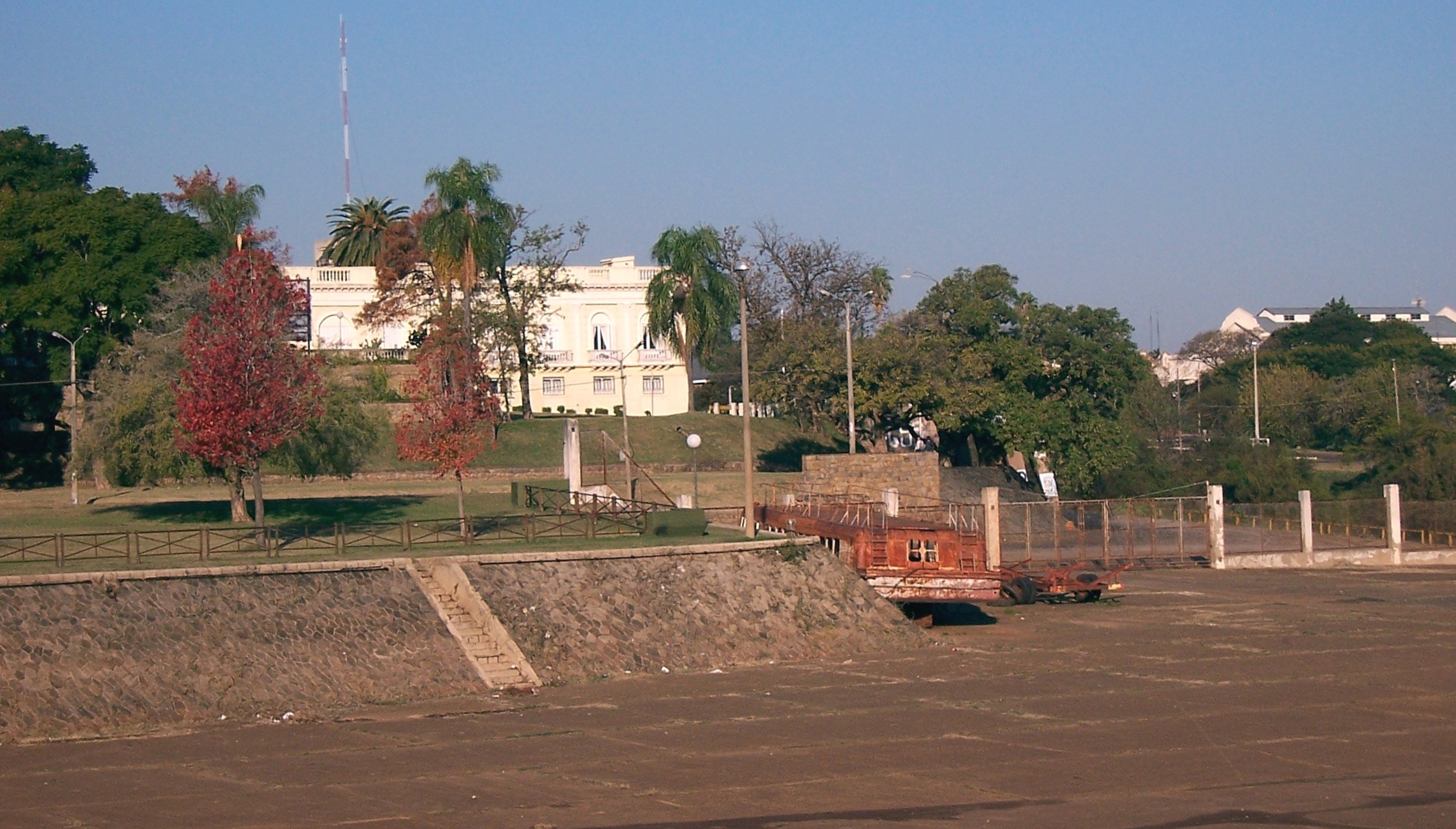
Le square F-D.Roosevelt fait face au bâtiment de l'intendance Départamentale de Salto.
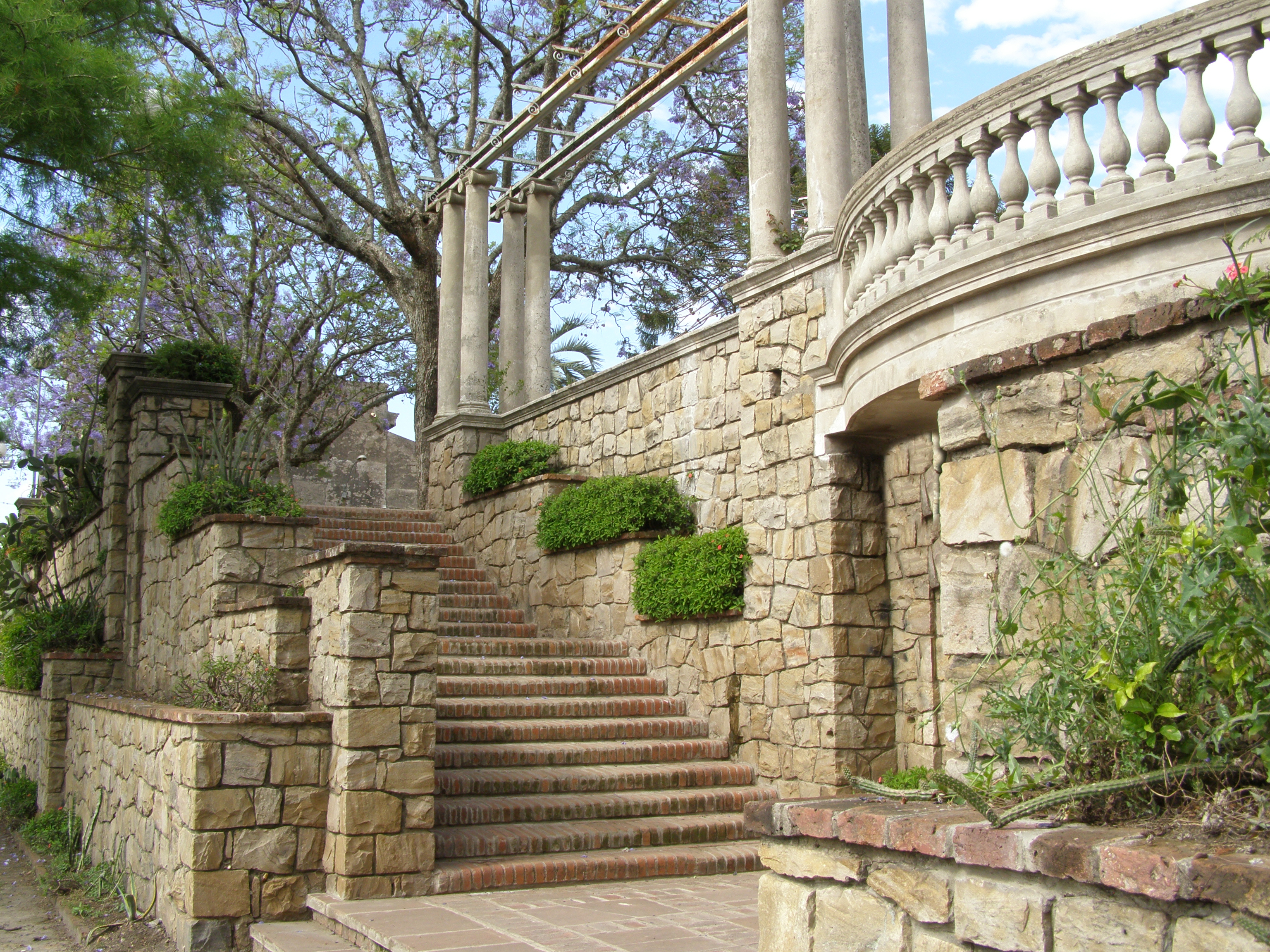
Accès à l'esplanade portuaire par l'escalier central du square F-D Roosevelt.